# Donald Hawgood
Donald Hawgood (?, 20 de março de 1917 — Toronto, Ontário, 9 de junho de 2010) foi um canoísta canadiano especialista em provas de velocidade.

## Carreira
Foi vencedor da medalha de prata em C-2 10000 m em Helsinquia 1952, junto com o seu colega de equipa Kenneth Lane.